# Ruta Nacional 14 (Argentina)
La Ruta Nacional 14, denominada José Gervasio Artigas, es una carretera de la República Argentina. Nace en la localidad de Ceibas, provincia de Entre Ríos, en confluencia con la Ruta Nacional 12, y en su camino bordea al río Uruguay culminando en la ciudad de Bernardo de Irigoyen, Misiones. Es una de las más transitadas del país, al ser el punto de entrada para el tráfico comercial desde el Brasil. 
Actualmente está totalmente asfaltada. hasta principios de la década de 1.980 había un tramo de ripio entre Paso de los Libres y Alvear, Corrientes y el tramo de la Provincia de Misiones casi no estaba asfaltado. Durante la década de 1.990 se asfaltó casi todo el tramo de Misiones, donde la ruta es de recorrido más sinuoso y con zonas de serranía.-   
Se construyó la autovía de 496 km que une el tramo Ceibas - Paso de los Libres. Su recorrido está totalmente asfaltado.
Hasta los primeros años del presente siglo, dado el relativamente escaso ancho que tenía en comparación con el ya muy intenso tránsito vehicular (especialmente grandes camiones brasileños de carga y autobuses de larga distancia), así como la deficiente señalización y zonas de curvas muy cerradas era conocida como "La Ruta de la Muerte" debido a la gran cantidad de accidentes que sucedían, muchos de ellos con saldo fatal. Pero en los últimos años, con la conversión de la ruta en autovía, este apodo dejó de ser pronunciado.
Esta carretera pasa junto al Parque Nacional El Palmar, que se caracteriza por sus palmeras yatay, cuya entrada se encuentra a 6 km al sur de Ubajay, en la provincia de Entre Ríos. También pasa por el Parque Provincial Cruce Caballero al noreste de la ciudad de San Pedro, provincia de Misiones. En 2010 se licitaron obras en diferentes tramos: arroyo Cuay Grande-límite con Misiones y ruta Nacional N.º 120, tramo: empalme ruta nacional N.º 14-empalme ruta Nacional N.º 12, Corrientes, en total 178 kilómetros.
Desde Buenos Aires camino a las Cataratas del Iguazú, se puede recorrer la Ruta 14 por Autovía 650 km hasta Paso de los Libres y luego en  tramo simple y continuar por la Provincia de Misiones (Aqui es amplia con banquinas) hasta localidad de Dos de Mayo (km 950) y alli  tomar la Ruta Provincial 11 hasta conectar con la Ruta Nacional 12 (El Alcazar), evitando de tal manera cruzar por la zona de Posadas y el alto tránsito de la Ruta Nacional 12.- 

## Ciudades
Las ciudades de más de 5.000 habitantes por las que pasa esta ruta de sur a norte son:

### Provincia de Entre Ríos
Recorrido: 343 km (kilómetro 0 a 343)
- Departamento Islas del Ibicuy: Ceibas (kilómetro 0)
- Departamento Gualeguaychú: acceso a Gualeguaychú por RP 16 (km 56), calle Urquiza (km 59) y RP 20 (km 72).
- Departamento Uruguay: acceso a Concepción del Uruguay (km 125)
- Departamento Colón: accesos a Colón (Ruta Nacional 135) (km 151), San José (km 156) y  Villa Elisa (Ruta Nacional 130) (km 163)
- Departamento Concordia: acceso a Concordia (km 253)
- Departamento Federación: acceso a Federación (km 296) y Chajarí (km 329)

### Provincia de Corrientes
Recorrido: 441 km (km 343 a 784)

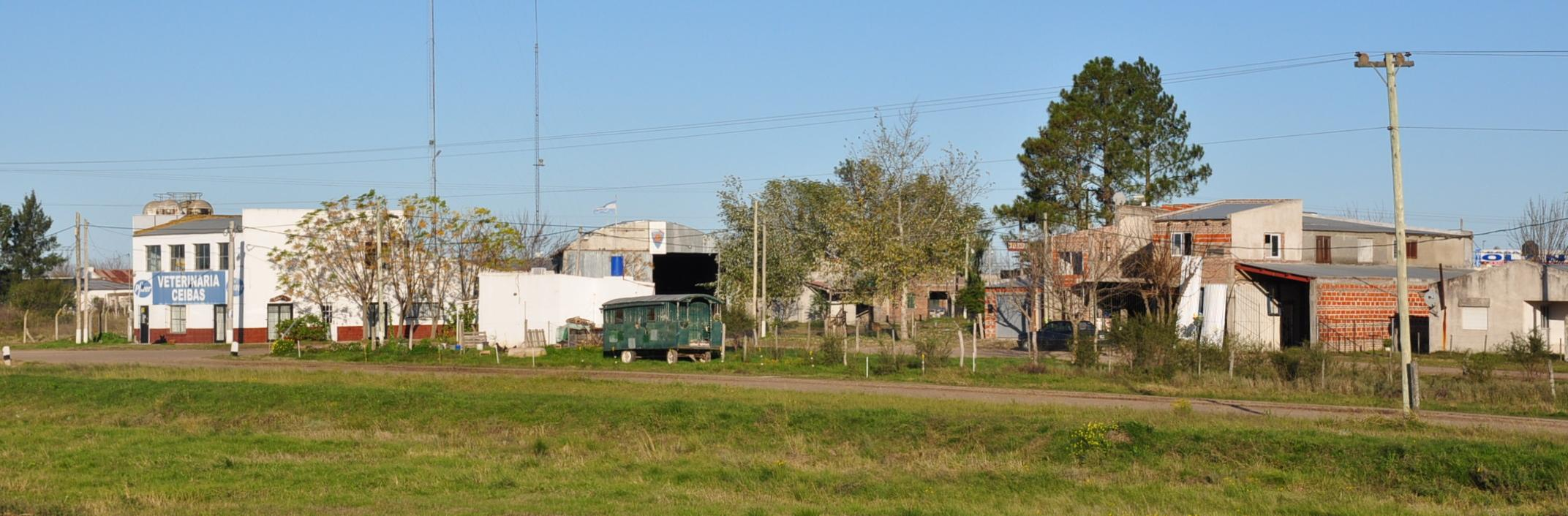
La localidad de Ceibas en Entre Ríos, donde nace la RN 14.

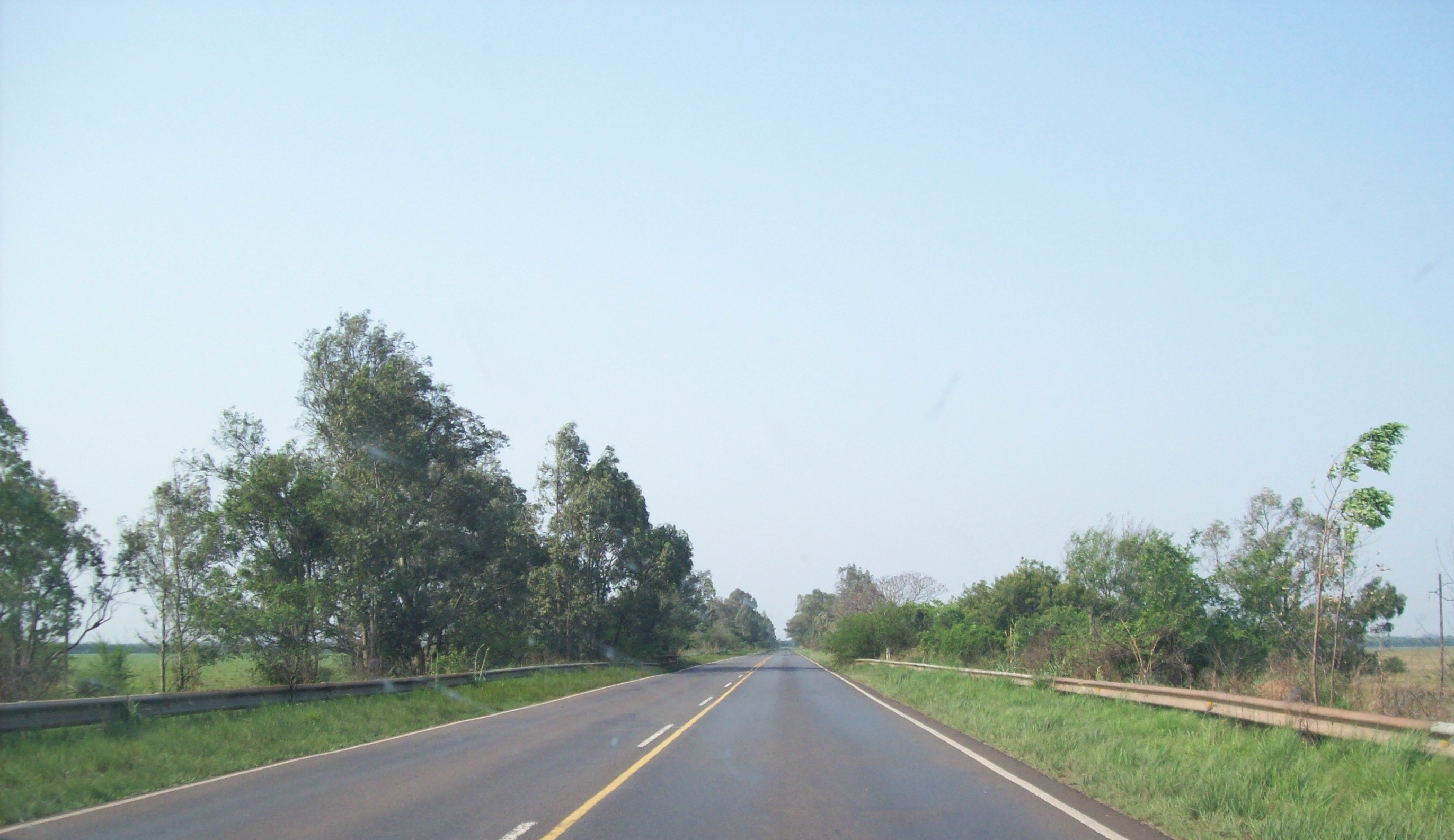
Ruta Nacional 14 entre La Cruz y Alvear.

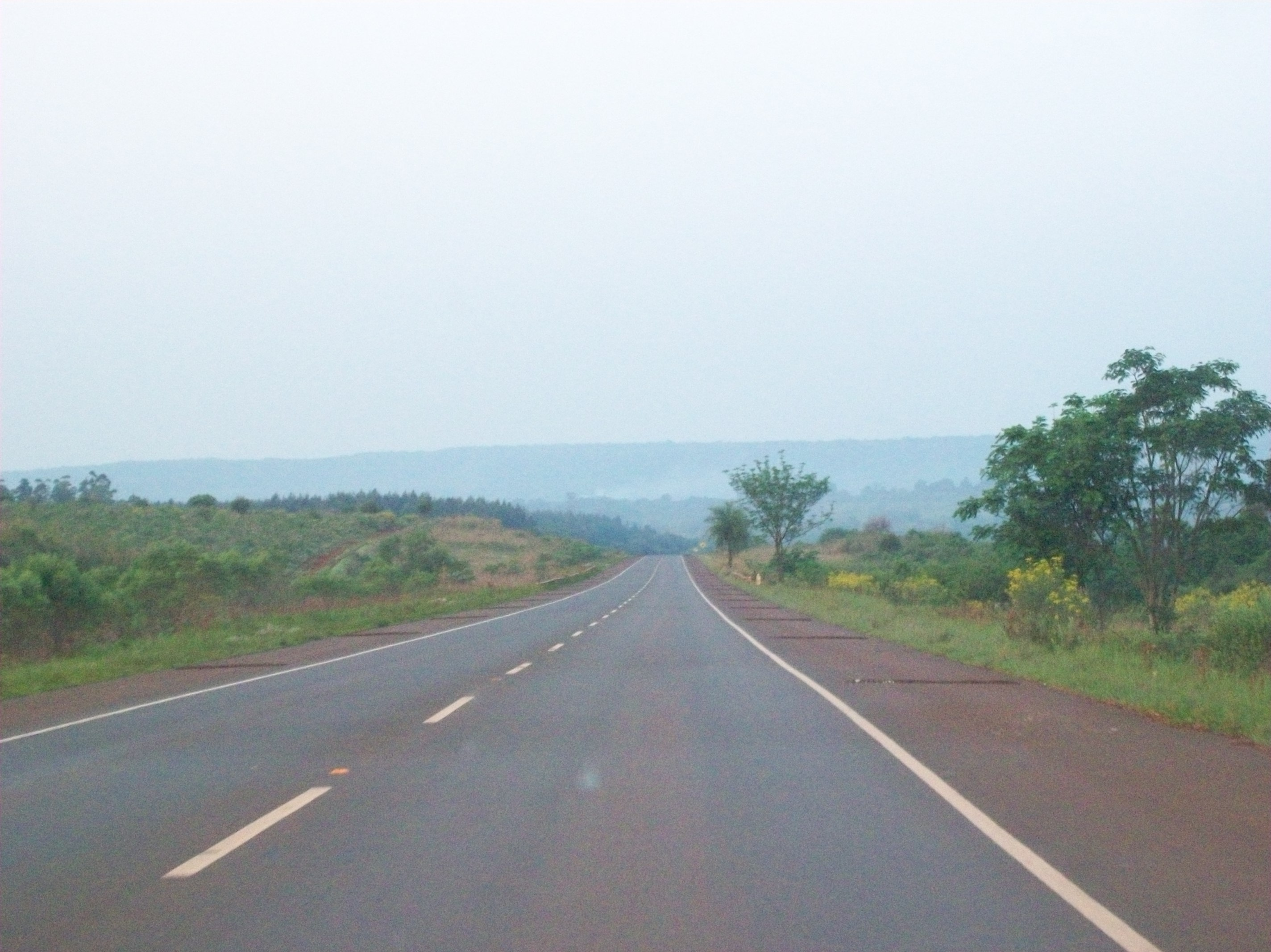
La ruta en la Provincia de Misiones cerca del límite con Corrientes. Al fondo, la Sierra de Misiones.

- Departamento Monte Caseros: Mocoretá (km 345) y acceso a Monte Caseros por ruta provincial 129 (km 384)
- Departamento Curuzú Cuatiá: no hay localidades de más de 5000 hab.
- Departamento Paso de los Libres: acceso a Paso de los Libres por ruta nacional 117 (km 496)
- Departamento San Martín: no hay localidades de más de 5000 hab., pero la ruta pasa por la cabecera, La Cruz (km 592). En el km 551 se encuentra el empalme con la Ruta Nacional 122 por la que se accede al histórico pueblo Yapeyú.
- Departamento General Alvear: Alvear (km 602)
- Departamento Santo Tomé: Santo Tomé (km 683) y Gobernador Virasoro (km 744)
- Departamento Ituzaingó: no hay localidades de más de 5000 hab.

### Provincia de Misiones
Recorrido: 343 km (km 784 a 1127).
- Departamento Apóstoles: no hay localidades de más de 5000 hab.
- Departamento Capital: no hay localidades de más de 5000 hab.
- Departamento Leandro N. Alem: Leandro N. Alem (km 848)
- Departamento Oberá: Oberá (km 873) y Campo Viera (km 894)
- Departamento Cainguás: Campo Grande (km 914) y Aristóbulo del Valle (km 930)
- Departamento Guaraní: San Vicente (km 975)
- Departamento San Pedro: San Pedro (km 1048). El tramo sin asfaltar es generalmente evitado haciendo uso del asfalto de la Ruta Provincial 20 y la Ruta Provincial 17 hasta la localidad de Dos Hermanas, en el departamento General Manuel Belgrano. En el año 2025 el tramo esta totalmente asfaltado hasta Bernardo de Irigoyen siendo una zona de curvas en altura (600 a 800 mts s.n.m.) al acercarse al final del recorrido con paisajes muy pintorescos.-
- Departamento General Manuel Belgrano: Bernardo de Irigoyen (km 1126)

## Cabinas de peaje y servicios
Referencias:
- kilómetro 5: Estación de servicio Shell (Ceibas)
- km 48: Estación de servicio Shell (Gualeguaychú)
- km 52: Estación de servicio Puma
- km 83: Estación de servicio
- km 100: Cabina de peaje (Colonia Elía)
- km 100: Estación de servicio OPESSA YPF Colonia Elía
- km 120: Estación de servicio OIL Concepción del Uruguay
- km 125: Estación de Servicios CarGAS (en construcción)
- km 130: estación de servicio Axyion La Chamarrita (En construcción)
- km 143: Estación de servicio YPF Petrovalle (Colón)
- km 150: Estación de servicio OPESSA-ACA (Colón)
- km 150: estación de servicio ESSO/GNC Marsó
- km 151: Estación de servicio Shell (Colón)
- km 205: Parador Gastiazoro (Ubajay)
- km 240: Cabina de peaje (Yeruá)
- km 248: Estación de servicio YPF (Concordia)
- km 264: Restaurante El Bagual
- km 296: Estación de servicio YPF (Federación)
- Km 296: Parador y regionales Don Chacha (ingreso a Federación)
- Estación de servicio YPF (Chajarí)
- km 321: Estación de servicio Esso (Chajarí)
- km 323: Estación de servicio Shell (Chajarí)
- km 363: Cabina de peaje (Piedritas)
- km 406: Estación de servicio YPF (Cuatro Bocas)
- km 469: Estación de servicio (Bonpland)
- km 495  Estación de Servicio Shell (antes de acceso a Paso de los Libres) mlnnn
- km 495: Estación de servicio YPF y Puma sentido a Bs As Cruce a Paso de los Libres (San Joaquín)
- km 744: Estación de servicio Shell (Gobernador Virasoro)
- km 791: Estación de servicio YPF (San José)
- km 848: Estación de servicio YPF (Leandro N. Alem)
- km 877: Estación de servicio Shell (Oberá)
- km 878  Estación de servicio YPF Petrovalle (Oberá)
- km 998  Estación de servicio YPF Petrovalle (Campo Viera)
- km 915: Estación de servicio OIL (Campo Grande)
- km 930  Estacion de servicio YPF Petrovalle (Aristóbulo del Valle)
- km 950  Estación de servicio Shell (Dos de Mayo)
- km 975: Estación de servicio Shell (San Vicente)
- km 1025 Estación de servicio Axxion (San Pedro)
- km 1126: Estación de servicio YPF ACA (Bernardo de Irigoyen)

## Gestión
En 1990 se concesionaron con cobro de peaje las rutas más transitadas del país, dividiéndose éstas en Corredores Viales.
De esta manera el tramo entre el enlace con la Ruta Nacional 12 en Ceibas (kilómetro 0) al enlace con la Ruta Nacional 117 en Paso de los Libres (km 496) es parte del Corredor Vial 18 siendo la empresa ganadora de la licitación Caminos del Río Uruguay (Crusa) instalando cabinas de peaje en Colonia Elía (km 100), Yeruá (km 242) y en Piedritas (km 363).
En 1996 se amplió la concesión a 28 años con la condición que la empresa concesionaria construya una autovía entre el Complejo Unión Nacional y Gualeguaychú. El tramo entre el Puente General Justo José de Urquiza y Ceibas (que corresponde a la Ruta Nacional 12) se completó el 12 de octubre de 1999. Debido a la devaluación en 2002, no se pudieron ejecutar las obras en el tramo Ceibas - Gualeguaychú en los plazos fijados originalmente.
El tramo de 139 km desde la Ruta Nacional 117 hasta la Ruta Provincial 155 en la provincia de Corrientes, se encuentra bajo la modalidad de Contratos de recuperación y mantenimiento desde el año 1996.

## Autovía

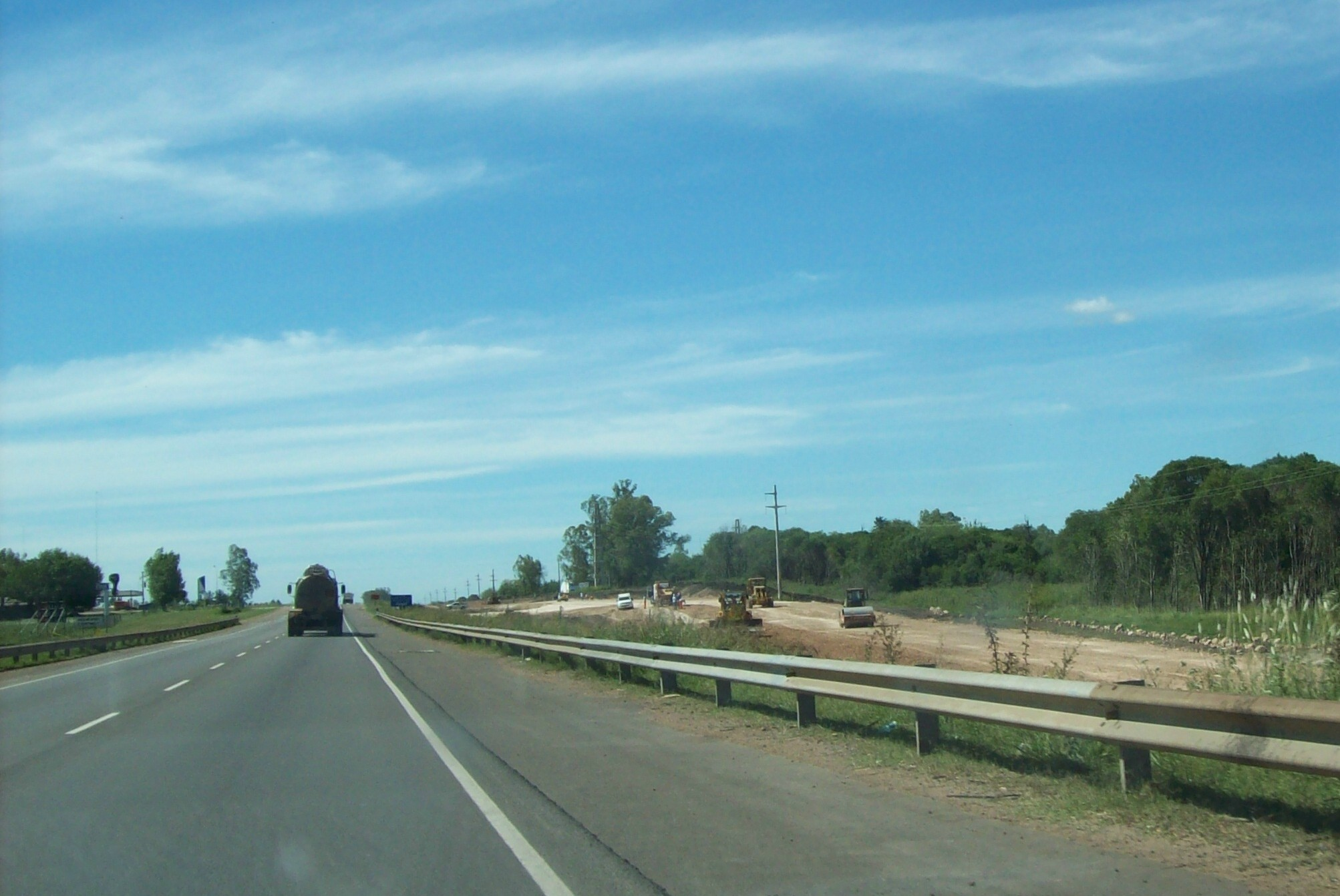
Construcción de la autovía en las cercanías de Concepción del Uruguay.

El 22 de febrero de 2007 el secretario de Obras Públicas de la Nación firmó una resolución para que la empresa concesionaria comenzara las obras de duplicación de calzada entre Ceibas y Gualeguaychú. El tramo completo fue abierto al público el 30 de noviembre de 2009. En 2014 se llevó a cabo la inauguración del último tramo de la Autovía Ruta Nacional N.º 14, Ceibas-Paso de los Libres.
La Ruta Nacional 14 era conocida como la “ruta de la muerte”. Sin embargo, luego de su transformación en autovía se duplicó la capacidad de tránsito de la misma, mejorando significativamente la seguridad vial de los usuarios.
El tránsito en todo su trayecto supera los 3.600 vehículos por día, mientras que en la RN N.º 117 el flujo es superior a los 3500 en cada jornada, siendo más del 50% tránsito pesado en ambos casos. Esta estratégica vía, conocida también como la “Ruta del Mercosur” por ser la principal vía de conexión con Brasil y Uruguay, se ha transformado en un eje de integración económica y social, promoviendo el desarrollo de la industria, el agro y los servicios de toda la región, especialmente los pueblos y ciudades de las provincias de Entre Ríos y Corrientes que se encuentran sobre la costa del río Uruguay.
Debido a la importancia como corredor internacional, el Estado Nacional llamó a licitación para la construcción de la autovía entre el acceso norte a Gualeguaychú (Ruta Provincial 20) y el Puente Internacional Agustín P. Justo - Getúlio Vargas, ubicado sobre el río Uruguay, que une Argentina con Brasil. Esta obra incluye también la Ruta Nacional 117, que une la Ruta Nacional 14 con el mencionado puente.
La obra se dividió en nueve secciones en la Provincia de Entre Ríos (270 km) y en cinco secciones en la Provincia de Corrientes (153 km), construyéndose en paralelo. Una sección adicional corresponde a la mencionada ruta 117. Los trabajos comenzaron entre junio y octubre de 2007, excepto la sección más meridional, de 27,7 km, que comenzó el 26 de noviembre de 2006.
El 5 de mayo de 2011 las autoridades nacionales inauguraron el tramo de 29 km entre la intersección con la Ruta Provincial 20 y el acceso a Colonia Elía.
El 19 de septiembre de 2011 se inauguró un nuevo tramo de 33,5 km de autopista, desde el arroyo Colman, ubicado a mitad de camino entre las ciudades de Concepción del Uruguay y Colón, y el empalme con la RP 29, acceso a Colonia Hocker, unos kilómetros al norte del acceso a la ciudad de Villa Elisa, departamento Colón.
El 6 de noviembre de 2011 quedó habilitado el tramo de la Autovía Ruta 14 que llega hasta Concepción del Uruguay, entre el km 101 y el 125, es decir que llega hasta el derivador de acceso a esa ciudad.
El 7 de diciembre se inauguró el tramo correntino entre Bonpland y Paso de los Libres.
El 23 de mayo de 2012 se habilitó la autovía entre el acceso de Concepción del Uruguay, hasta el arroyo Colman.
El 17 de agosto de 2012 quedaron habilitados dos nuevos tramos de la autovía, que van entre el cruce de las rutas nacionales 14 y 18 y el arroyo Mandisoví grande.
Entre el 18 y 19 de diciembre de 2012 se habilitó el tramo que está comprendido entre la ciudad de Ubajay y la intersección con la Ruta Nacional Nº18. Este es el último tramo que aún no estaba finalizado en la provincia de Entre Ríos.
El 27 de diciembre de 2012 se inaugurarán de forma oficial, por medio de videoconferencia, tres tramos del norte de la provincia de Entre Ríos, de RP29 al río Mocoretá, y tres tramos en corrientes que abarcan desde el río Mocoretá hasta el Establecimiento San Agustín.
La Ley 26859 promulgada el 10 de junio de 2013 le designa el nombre de José Gervasio Artigas, derogándose así el Decreto N.º 2.527/1976 que la nombraba como General Agustín P. Justo.

### Obras en Entre Ríos
A continuación se muestra el plan de obras en la provincia de Entre Ríos. Los montos de inversión están indicados en millones de pesos.
| Sección | Tramo | Longitud (km) | Ubicación                                     | Contratistas                       | Inversión | Inauguración                                      |
| ------- | ----- | ------------- | --------------------------------------------- | ---------------------------------- | --------- | ------------------------------------------------- |
| 1       | 1     | 16,9          | RP 16 a RP 20                                 | J. Chediak                         | 85,7      | 16/03/2009                                        |
| 1       | 2     | 27,7          | RP 20 a RP J (Colonia Elía)                   | Iecsa                              | 200,5     | 03/05/2011                                        |
| 2       | 1     | 34,8          | RP J al arroyo Colman                         | Lemiro Pietroboni y Panedile       | 307,0     | 06/11/2011 (parcialmente) 23/05/2012 (totalmente) |
| 2       | 2     | 33,5          | Arroyo Colman a RP 29 (Colonia Hocker)        | J. Cartellone                      | 420,1     | 19/09/2011                                        |
| 3       | 1     | 35,6          | RP 29 a Ubajay                                | Vialco, Equimac y Burgwardt        | 520,7     | 27/12/2012                                        |
| 3       | 2     | 35,0          | Ubajay a RN 18                                | Green, Alquimac, Losi y Pietroboni | 344,3     | 19/12/2012                                        |
| 4       | -     | 32,7          | RN 18 al arroyo Ayuí Grande                   | JCR y Coarco                       | 347,7     | 17/08/2012                                        |
| 5       | 1     | 34,8          | Arroyo Ayuí Grande al arroyo Mandisoví Grande | Homaq y R. Carranza                | 290,0     | 17/08/2012                                        |
| 5       | 2     | 29,2          | Arroyo Mandisoví Grande al Río Mocoretá       | Decavial, Esuco y P. Aguiar        | 487,7     | 27/12/2012                                        |

### Obras en Corrientes
La siguiente tabla corresponde a las obras en la provincia de Corrientes:
| Sección | Tramo | Longitud (km) | Ubicación                             | Contratistas       | Inversión | Inauguración         |
| ------- | ----- | ------------- | ------------------------------------- | ------------------ | --------- | -------------------- |
| 6       | 1     | 33,6          | Río Mocoretá al arroyo Curupicay      | Decavial y Esuco   | 302       | 27/12/2012           |
| 6       | 2     | 29,2          | Arroyo Curupicay a RN 127             | Vialmani e Hidraco | 337,3     | 27/12/2012 (Parcial) |
| 7       | 1     | 32,4          | RN 127 al establecimiento San Agustín | ICF                | 337,2     | 27/12/2012           |
| 7       | 2     | 30,4          | Establecimiento San Agustín a RP 126  | JCR                | 281,3     |                      |
| 8       | 1     | 35,6          | RP 126 a RN 117                       | Chediack           | 273,1     | 7/12/2011            |

## Recorrido
A continuación, se presenta un mapa esquemático de los cruces con otras rutas y ferrocarriles presentes en el recorrido.
|  | RMCONTg |

|  | RMItu4aq | STRq |

|  | RM |

| WASSERq | RMoW2 | WASSERq |

|  | RM |

| WASSERq | RMoW2 | WASSERq |

|  | RM |

| STRq | RMIdu | STRq |

| exSTRq | RMIdo | FLUGg |

| WASSERq | RMoW2 | WASSERq |

| STRq | RMIdu | STRq |

| WASSERq | RMoW2 | WASSERq |

| WASSERq | RMoW2 | WASSERq |

| WASSERq | RMoW | WASSERq |

| WASSERq | RMoW2 | WASSERq |

|  | GRENZE |

| WASSERq | RMoW2 | WASSERq |

|  | RM |

| WASSERq | RMoW2 | WASSERq |

|  | RM |

| WASSERq | RMoW2 | WASSERq |

| STRq | RMIcu | STRq |

|  | RMu |

| WASSERq | RMoW2 | WASSERq |

| WASSERq | RMoW2 | WASSERq |

| WASSERq | RMoW2 | WASSERq |

| WASSERq | RMoW2 | WASSERq |

| WASSERq | RMoW2 | WASSERq |

| STRq | RMItu1eq |  |

| exSTRq | MWNODEl |  |

| exSTRq | RMIdu |  |

|  | RM |

| STRq | RMIdu | STRq |

| WASSERq | RMoW2 | WASSERq |

| WASSERq | RMoW2 | WASSERq |

|  | RM |

| WASSERq | RMoW2 | WASSERq |

| WASSERq | RMoW2 | WASSERq |

|  | RM |

| WASSERq | RMoW2 | WASSERq |

| WASSERq | RMoW2 | WASSERq |

| lNAT | MWNODEl |  |

|  | RM |

| exSTRq | RMIdu | STRq |

| WASSERq | RMoW2 | WASSERq |

| WASSERq | RMoW2 | WASSERq |

| WASSERq | RMoW2 | WASSERq |

|  | RM |

| WASSERq | RMoW2 | WASSERq |

|  | RM |

| WASSERq | RMoW2 | WASSERq |

|  | RMItu4aq | RMq |

|  | GRENZE |

| WASSERq | RMoW2 | WASSERq |

|  | RM |

| WASSERq | RMoW2 | WASSERq |

| STRq | RMTEEeq |  |

| STRq | RMIdu | STRq |

| exlDAMPF |  | RGuq + RM |  |  |

| WASSERq | RMoW2 | WASSERq |

| STRq | RMIdu | STRq |

| exlDAMPF |  | RGuq + RM |  |  |

| STRq | RMIdu | exSTRq |

| WASSERq | RMoW2 | WASSERq |

|  | RM |

| WASSERq | RMoW2 | WASSERq |

|  | RM |

| STRq | MWNODEl |  |

| exlDAMPF |  | RGuq + RM |  |  |

| WASSERq | RMoW2 | WASSERq |

| WASSERq | RMoW2 | WASSERq |

| WASSERq | RMoW2 | WASSERq |

| WASSERq | RMoW2 | WASSERq |

| WASSERq | RMoW2 | WASSERq |

| STRq | MWNODE | STRq |

| STRq | MWNODE | exSTRq |

| WASSERq | RMoW2 | WASSERq |

| WASSERq | RMoW2 | WASSERq |

| WASSERq | RMoW + GRZq | WASSERq |

| exSTR+l | exABZlr + RM | exSTR+r |

| exKRZ | SKRZ-Moq | exKRZ |

| exKRZ | SKRZ-Moq | exKRZ |

| exSTRl | exABZ+lr + RM | exSTRr |

| WASSERq | RMoW2 | WASSERq |

| WASSERq | RMoW2 | WASSERq |

|  | GRENZE |

| WASSERq | RMoW2 | WASSERq |

| WASSERq | RMoW2 | WASSERq |

| WASSERq | RMoW2 | WASSERq |

| WASSERq | RMoW2 | WASSERq |

| STRq | MWNODEl |  |

| WASSERq | RMoW2 | WASSERq |

|  | RM |

| RM+l | MWNODE | STRq |

| RM | CONTf |  |

| WASSERq | RMoW2 | WASSERq |  |  |

| RM |

| WASSERq | RMoW2 | WASSERq |  |  |

|  | RGuq + RM |  | exlDAMPF |  |

| RM |

| WASSERq | RMoW2 | WASSERq |  |  |

| WASSERq | RMoW | WASSERq |  |  |

| RM |

| WASSERq | RMoW2 | WASSERq |  |  |

| RM |

| RMItu4aq | RMq |  |

| RM |

| WASSERq | RMoW2 | WASSERq |  |  |

| WASSERq | RMoW2 | WASSERq |  |  |

| RMq | RMItu3e | STR+r |  |  |

|  | STR |

|  | ABZgl+l | STRq |

| WASSERq | WBRÜCKE1 | WASSERq |

|  | STR |

| WASSERq | WBRÜCKE1 | WASSERq |

| exlDAMPF |  | SKRZ-Go |  |  |

|  | STR |

| WASSERq | WBRÜCKE1 | WASSERq |

| STRq | ABZgr+r |  |

|  | STR |

| WASSERq | WBRÜCKE1 | WASSERq |

| exlDAMPF |  | SKRZ-GBUE |  |  |

| exSTRq | TEEeq |  |

|  | STR |

| WASSERq | WBRÜCKE1 | WASSERq |

| exSTRq | KRZlr+lr | exSTRq |

| exlDAMPF |  | SKRZ-Go |  |  |

| WASSERq | WBRÜCKE1 | WASSERq |

|  | STR |

| WASSERq | WBRÜCKE1 | WASSERq |

|  | STR |

| WASSERq | WBRÜCKE1 | WASSERq |

|  | STR |

| WASSERq | WBRÜCKE1 | WASSERq |

|  | STR |

| WASSERq | WBRÜCKE1 | WASSERq |

| STRq | ABZgr+r |  |

| exlDAMPF |  | SKRZ-GBUE |  |  |

| exSTRq | ABZgr+r |  |

|  | STR |

|  | ABZgl+l | exSTRq |

| exlDAMPF |  | SKRZ-GBUE |  |  |

|  | STR |

| exlDAMPF |  | SKRZ-Go |  |  |

|  | ABZgl+l | STRq |

|  | STR |

| STRq | TEEeq |  |

|  | STR |

|  | TEEaq + GRZq | STRq |

| exlDAMPF |  | SKRZ-Gu |  |  |

| STRq | MWNODE | STRq |

|  | STR |

| WASSERq | WBRÜCKE1 | WASSERq |

| WASSERq | WBRÜCKE1 | WASSERq |

|  | STR |

|  | ABZgl+l | STRq |

| exSTRq | TEEeq |  |

|  | STR |

| STRq | TEEeq |  |

|  | STR |

| STRq | MWNODE | STRq |

|  | STR |

| exSTRq | TEEeq |  |

|  | ABZlr+lr | exSTRq |

|  | ABZgl+l | exSTRq |

|  | MWNODEr | exSTRq |

| STRq | MWNODE | exSTRq |

|  | MWNODEr | STRq |

| STRq | MWNODE | STRq |

|  | STR |

| WASSERq | WBRÜCKE1 | WASSERq |

| exSTRq | MWNODEl |  |

| exSTRq | MWNODEl |  |

|  | MWNODEr | STRq |

|  | STR |

| WASSERq | WBRÜCKE1 | WASSERq |

| STRq | MWNODE | STRq |

|  | STR |

|  | MWNODEr | STRq |

| exSTRq | MWNODE | exSTRq |

|  | TEEaq | STRq |

| STRq | ABZgr+r |  |

|  | STR |

|  | ABZgl+l | STRq |

|  | MWNODEr | exSTRq |

|  | STR |

| STRq | MWNODEl |  |

| exSTRq | MWNODEl |  |

|  | STR |

|  | STR |

| exSTRq | MWNODEl |  |

| STRq | ABZlr+lr |  |

|  | MWNODEr | STRq |

|  | STR |

| exSTRq | TEEeq |  |

|  | STR |

|  | MWNODEr | STRq |

|  | STR |

| exSTR+l | ABZgr+r |  |

| exSTRl | KRZ | exSTRq |

|  | STR |

|  | STR |

| GRZq | STR+GRZq | GRZq |

|  | STR |

|  | STR |

## Traza antigua
Originalmente la Ruta Nacional 14 tenía un recorrido diferente en las provincias de Entre Ríos y Corrientes.

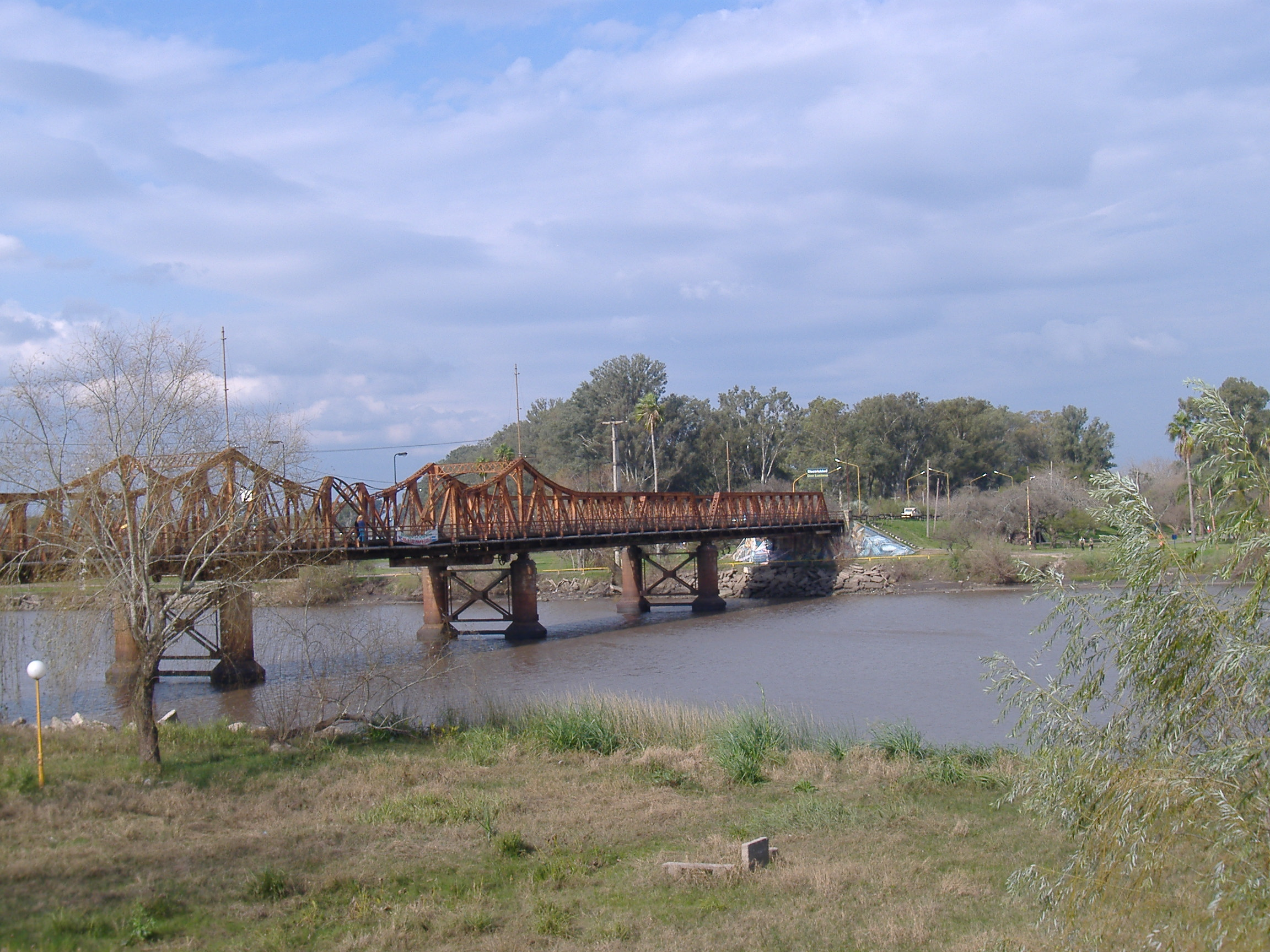
Puente de hierro Méndez Casariego sobre el Río Gualeguaychú.

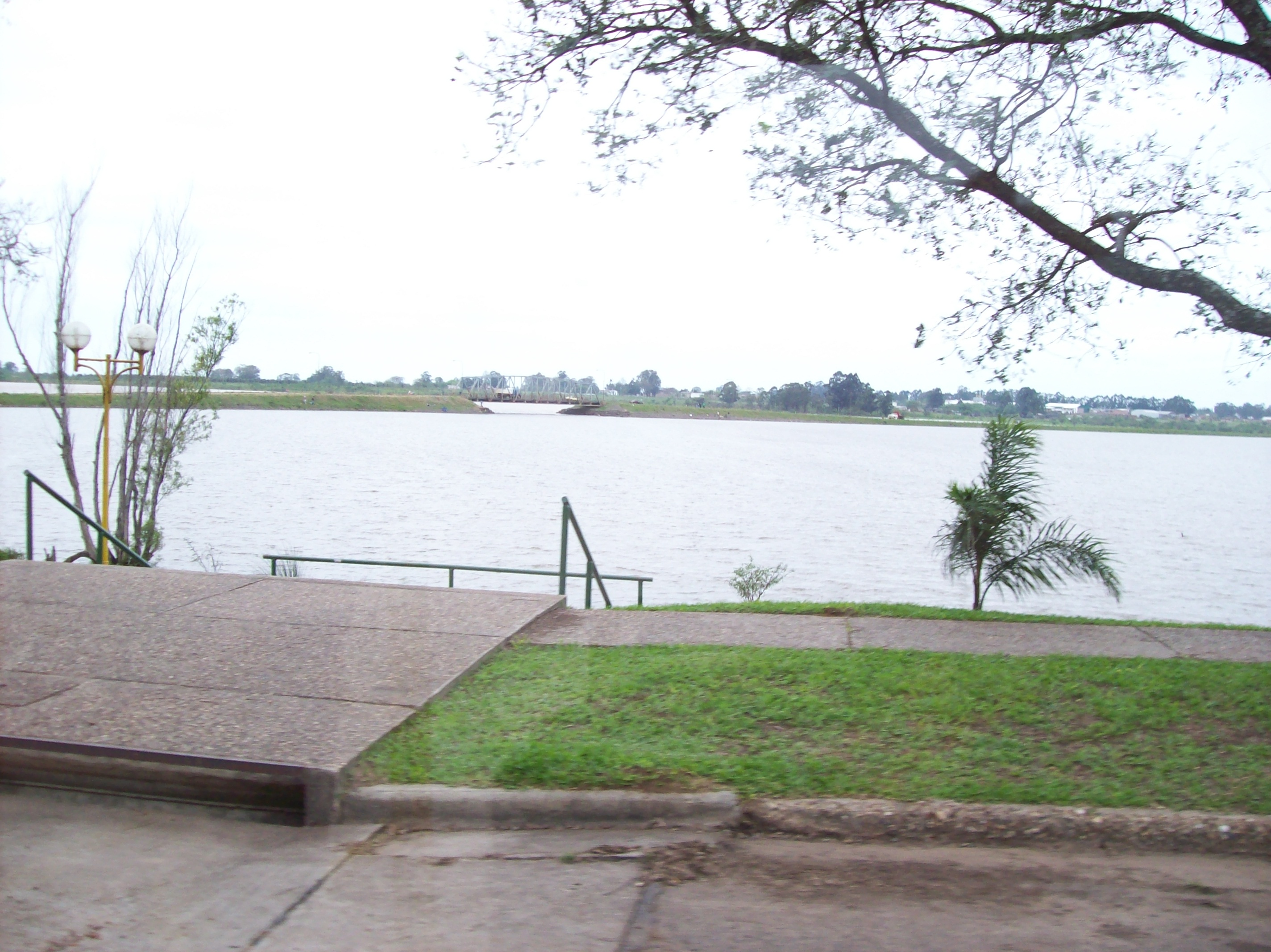
Terraplén construido sobre la antigua traza de la Ruta Nacional 14, que une la vieja ciudad con la nueva ciudad de Federación.

En el sur de la provincia de Entre Ríos la antigua traza correspondía con la actual Ruta Provincial 42, pasando por Gualeguaychú, Colonia Elía y Concepción del Uruguay, con una longitud de 103 km. La ruta cruzaba el Río Gualeguaychú por el puente de hierro Méndez Casariego (antes conocido como Puente La Balsa) inaugurado en 1931, que separa el centro de la ciudad de Gualeguaychú del Parque Unzué.
Más al norte se desviaba de la traza actual hacia el Este, pasando por las ciudades de Concordia, Federación y Chajarí. Este último tramo tiene varias secciones cortadas por el embalse de la Represa Salto Grande desde el año 1979.
Sobre el tramo inundado de la ex-Ruta Nacional 14 entre la vieja ciudad de Federación y la nueva se construyó en 1985 un terraplén y un puente metálico.
En la provincia de Corrientes, la ruta continuaba por la actual Ruta Nacional 119 pasando por las ciudades de Curuzú Cuatiá y Mercedes. Luego seguía hacia el noreste por la actual Ruta Provincial 40, pasando por el pueblo Colonia Carlos Pellegrini, hasta el enlace con la actual Ruta Nacional 14.
La mayor parte de estos caminos estaba sin pavimentar.
Al construirse la traza nueva de la Ruta Nacional 14, con algunos tramos sobre viejas rutas nacionales, como la 127, 126, 129 y 114, los caminos anteriores pasaron a jurisdicción provincial, exceptuando el tramo de Cuatro Bocas a Mercedes, que cambió su denominación por Ruta Nacional 119.